# Ève Pouteil-Noble
Ève Pouteil-Noble (Annecy, 7 giugno 1981) è una schermitrice francese, specializzata nella sciabola. Ha vinto una medaglia d'argento e due di bronzo ai Campionati mondiali di scherma.